# 利比亞阿拉伯航空1103號班機空難
利比亞阿拉伯航空1103號班機空難是利比亞阿拉伯航空由1班的來回班加西貝尼納國際機場到的黎波里國際機場定期航班，1992年12月22日當天上午8點07分，1103號班機接近到黎波里機場時，由於利比亞空軍機失誤導致空中相撞，隨後1103號班機墜毀在黎波里機場以東9公里的地面上，導致機上157人全部罹難。空軍機上2名飛行員立即跳傘逃生獲救。